# Marijan Schiffrer
Marijan Schiffrer (Marjan Šifrer), slovenski politik, * 4. junij 1922, Žabnica pri Kranju, † 2008
V času 2. svetovne vojne je prekinil študij strojništva in vstopil k domobrancem. Po vojni je poučeval na Tržaškem, nato pa odšel v Argentino. Kot poslanec SLS+SKD je bil član 2. državnega zbora Republike Slovenije.